# Афанасьева, Елена Александровна (художница)
Еле́на Алекса́ндровна Афана́сьева (19 апреля 1900, Брест-Литовск — 1998, Москва) — советская художница-график, иллюстратор, портретист. Член Московского союза художников и Союза художников СССР.

## Биография
Е. А. Афанасьева родилась в 1900 году в Брест-Литовске в семье офицера. В гимназию пошла в Чите, окончила — в Харбине. Рисовала с ранних лет, ещё в Харбине, под руководством художника Яругского (Эруга), несмотря на сложные условия жизни в большой семье, болезни, переезды и сложные бытовые и материальные условия. Много копировала с репродукций: пейзажи Левитана, картины Маковского, цветы Клейна, портреты английских живописцев. Перерисовывала иллюстрации с книг Билибина.
Весной 1918 года в течение 2 месяцев работала в детском саду в предместье Харбина. С осени 1918 года по приглашению тёти, Ванды-Марии Фердинандовны Курищенко, работала учителем рисования в одной из школ Владивостока. Одновременно посещала занятия по рисунку, композиции, портрету в студиях графика Г. Я. Комарова, акварелиста В. А. Баталова, живописца А. Н. Клементьева. В 1919 году получила первую премию на конкурсе портретного наброска и первую премию на конкурсе театрального костюма (оба конкурса были организованы Литературно-художественным обществом Дальнего Востока).
В 1920 году впервые её иллюстрация (обложка) была опубликована в выходившем во Владивостоке журнале «Юнь» (Юность), а затем несколько рисунков напечатала местная газета. В том же 1920 году она нарисовала портрет одного из основоположников русского футуризма, приехавшего во Владивосток — Давида Бурлюка. Он высоко оценил дарование Афанасьевой, сказав о ней:
Это гениальная девушка!
Осенью 1923 года решением Губкома ВКП(б) Дальневосточной республики была командирована в Москву для поступления во ВХУТЕМАС. Деньгами на дорогу помогли друзья, устроив розыгрыш её рисунка. В дороге у неё украли все подготовленные работы, поэтому пришлось срочно рисовать прямо в вагоне новые — это портреты красноармейца Вахрушева и комсомольца Миши. С этими рисунками она и была без экзаменов принята во ВХУТЕМАС на архитектурный факультет (на других мест не было). Училась рисунку у профессора
Д. А. Щербиновского. Сразу прославилась своими рисунками и зарисовками студентов.

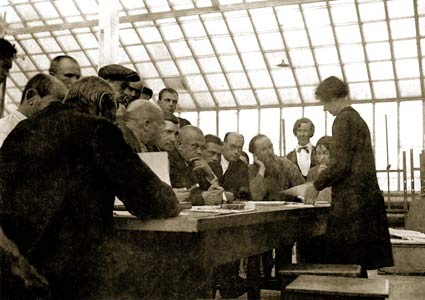
Е. А. Афанасьева на защите диплома. 1929.

Весной 1924 года была исключена из института как «чуждый элемент» (дочь царского офицера); восстановлена после обращения к Н. К. Крупской.
На втором курсе перешла на графический факультет; училась на литографском отделении в мастерской Н. Н. Купреянова. Одновременно работала: рисовала и увеличивала портреты, изготовляла шрифтовые плакаты, выполняла рисунки и шаржи для стенгазет. В 1925—1926 годы избиралась секретарём секции Райпрос. Окончила ВХУТЕМАС / ВХУТЕИН с квалификацией «художник-технолог полиграфической продукции», защитив 28 сентября 1929 года диплом по альбому автолитографий из шести композиций на тему «Водка». Впоследствии один из дипломных листов — «Очередь за водкой» — был напечатан в журнале «За трезвость».
Работала в издательстве «Детская литература», с 1930-х годов — в издательстве «Учпедгиз». В 1931 и 1932 годы получала премии за ударную работу по оформлению образцового учебника. В 1932 году одной из первых вступила в только что организованный Московский областной союз советских художников (МОССХ).
С началом Великой Отечественной войны работала бригадиром художников в художественной эстампной мастерской. По её эскизам выполнялись портреты героев-лётчиков, с которых печатались листовки. В 1941—1942 годы работала в эвакогоспитале № 290, где создала значительное число портретов сотрудников госпиталя и раненых.
В 1944 году получила первую премию «Детгиза» в конкурсе на детскую книжку-игрушку — за созданную ею книгу «Сосчитай игрушки» на счёт от 1 до 10.
В 1949 году работала на заводе «Серп и Молот», писала портреты передовиков производства.
В 1954—1968 годы служила художницей на студии «Диафильм» (состояла в редакционно-художественном совете Студии). Одновременно с 1954 года работала в московских театрах над созданием цикла «Портрет артистов в ролях». В ноябре 1957 года показала в МОСХе работы, сделанные за 2 года, где их признали виртуозными; портреты детей взяли на выставку к 40-летию революции; несколько портретов артистов приобрёл Театральный музей им. А. А. Бахрушина. Выставки на тему «Артисты театров в ролях» регулярно устраивались в столичных театрах — Центральном детском театре, театре им. Маяковского, театре им. Ленинского комсомола.
В 1979 году работала в театральном училище М. С. Щепкина при Малом театре, к 200-летию училища писала портреты режиссёров и руководителей групп. В 1983 году работала в Ермоловском зале в театральном училище при Малом театре.
Умерла в 1998 году. Прах захоронен в колумбарии на Донском кладбище.

## Семья
Отец — Александр Семёнович, личный дворянин, капитан 15-го Восточно-Сибирского стрелкового полка в Чите (1909), участник Первой мировой войны.
Мать — Наталья Фердинандовна, дочь Фердинанда Готлиба Гаазе — железнодорожного мастера, выходца из Германии.
Муж — Илья Дмитриевич Кулешов — ученик ВХУТЕМАСа, член МОСХа.
Дочь — Марина Леонидовна Афанасьева (1938—2021) — художница, иллюстратор детских книг.

## Творчество
Романтика авангарда, колхозное и промышленное строительство, война, детская литература, детские лагеря отдыха, городские зарисовки, театральная жизнь — все эти серьёзные и глубокие темы нашли отражение в творчестве художницы.
Иллюстрацией книг для детей занималась с 1928 года, когда вышла книга «На травке-муравке» (на польском языке). С 1929 года сотрудничала с детскими журналами: «Мурзилка», журналы издательства «Крестьянская газета» — «Крестьянские ребята», «Дружные ребята», «Искорка».
Отличительной чертой её стиля стала быстрота наброска. Этим способом она рисовала детей, людей на заседаниях, собраниях, артистов во время спектакля — хотелось «остановить мгновение».
О книге Агнии Барто «Машенька» с рисунками Афанасьевой говорили, что иллюстрации в ней превзошли стихи, — высочайшая оценка творчества художницы.

Себя я без карандаша не помню… Я люблю больше всего рисовать малышей…— Елена Александровна Афанасьева читателям журнала «Мурзилка», 1968 год
Многие работы, выполненные во время войны, экспонируются в Историческом музее, Музее Революции, Музее Великой Отечественной войны на Поклонной горе (Москва), Музее гигиены (Санкт-Петербург), в музеях Калининграда и Тулы.
Около 100 работ 1930—1980-х годов (в большей части — книжная графика) хранятся в Красноармейской картинной галерее.

### Иллюстрированные книги
- Афанасьева Е. А. Как делается эта книга. — М.: Крестьянская газета, 1930.
- Афанасьева Е. А. Сосчитай игрушки [Для дошк. возраста]. — М.; Л.: Детгиз, 1944. — [16 с.] — (Б-чка детского сада) — (переизд. 1947. — 50 000 экз.; 1948).

- Александрова З. Н. У нас в квартире : [Стихи / Ил.: Е. Афанасьева]. — М.; Л.: Детгиз, 1949. — 32 с. — (Библиотечка детского сада). — 50 000 экз.
- Артюхова Н. М. Маринка : [Для мл. возраста] / Рис. Е. Афанасьевой. — М.; Л.: Детгиз, 1948. — 32 с. — 30 000 экз.
- Барто А. Л. Девочка чумазая : [Стихи : Для детей дошк. возраста] / Рис. Е. А. Афанасьевой и В. С. Кизевальтер. — М.: Полигр. ф-ка Москворец. райпромтреста, 1948. — 14 с. — 150 000 экз.
- Барто А. Л. Машенька : [Стихи : Для дошк. возраста] / Рис. Е.Афанасьевой. — М.; Л.: Детгиз, 1948. — [16] с. — (Библиотечка детского сада)[12]
  -  — М.; Л.: Детгиз, 1950. — 16 с.
  -  — М.: Детгиз, 1952. — 16 с. — 30 000 экз.
  -  — М.: Детгиз, 1956. — 14 с. — 500 000 экз.
  -  — М.: Детгиз, 1957. — 14 с. — 500 000 экз.
  -  — М.: Детгиз, 1959. — 13 с. — 300 000 экз.
  - Barto A. (Барто А. Л.) Maşenka / În romîneşte de Virgil Teodorescu ; Desene de E. Afanasieva. — Ed. a 2-a. — Bucureşti : Ed. tineretului, 1956. — 16 p.
- Барто А. Л. Фонарик: [Стихи: Для дошк. возраста]. — М.: Дет. лит., 1970. — 103 с. — 100 000 экз.
- Барто А., Зелёная Р. Опасное знакомство: Школ. комедия в 3 актах. — М.: Искусство, 1940. — 82 с. — 1075 экз.
- Бедарев О. К. Вот я какая [Стихи] : [Для дошк. возраста] / [Ил.: Е. Афанасьева]. — М.; Л.: Детгиз, 1950. — [16] с. — 100 000 экз.
- Бедарев О. К. Рано утром: [Стихи: Для дошк. возраста / Илл.: Е.Афанасьева]. — М.: Детгиз, 1957. — 16 с. — 200 000 экз.
- Беккер Л., Перотэ А., Попова Н., Шпак Р., Яновская Э. Октябрята на стройке: Пособие по грамоте для нулевых и первых групп деревенской школы / Илл.: Е.Афанасьева и др. — М.: Огиз Гос. учеб.-педагог. изд., Б. г. — 64 с.
- Благинина Е. А. Огонёк : [Стихи: Для дошк. возраста] / Илл.: Е.Афанасьева. — [М.] : Детгиз, 1950. — 16 с. — 50 000 экз.
  -  — М.; Л. : Детгиз, 1951. — 16 с. — (Мои первые книжки). — 500 000 экз.
  -  — М.; Л. : Детгиз, 1952. — 16 с. — (Мои первые книжки). — 500 000 экз.
  -  — М.: Детгиз, 1960. — 16 с. — (Мои первые книжки). — 500 000 экз.
  -  — М.: Дет. лит., 1968. — 16 с. — (Мои первые книжки). — 1 750 000 экз.
  -  — М.: Дет. лит., 1970. — 16 с. — (Мои первые книжки). — 1 750 000 экз.
- Благинина Е. А. Посидим в тишине : [Стихи : Для дошкол. возраста / Рис. Е.Афанасьевой. — М.] : Детиздат, 1940. — 16 с. — 100 000 экз.
- Вейсман Р. Право на орден: [Награждение ВЛКСМ орденом Красного знамени: Для детей старш. возраста] / Рис. Афанасьевой. — М.; Л.: Огиз — Молодая гвардия, 1931. — 28+2 с. — 25 155 экз.
- Веприцкая Л. В. Мой приятель Алёша: [Повесть: Для дошк. и младш. возраста] / Рис. Е.Афанасьевой. — М.; Л.: Детиздат, 1939. — 88 с. — 50 000 экз.
- Гроздова Е. И. Детский календарь. 1943. — М. : Б. и., 1942. — (Полигр. ф-ка Москворец. райпромтреста) (аналогичные в 1944, 1945, 1946, 1947, 1952).
- Гроздова Е. И., Дьячкова О. Игры и занятия [: Альбом для вырезывания: Для мл. возраста. — М.]: Детиздат, 1940. — 31 нен. л. — 25 000 экз.
- Гурьян О. М. Всех красивей : [Для дошкол. и мл. возраста] / Рис. Е. Афанасьевой и А. Волковой. — [М.] : Детгиз, [1942]. — 16 с. — 150 000 экз.
- Gurjan O. M. (Гурьян О.) W trawce — na murawce (= На травке-муравке). — M.: Centralne wyd-wo ludów ZSRR, 1928. — [12] с. (пол.)
- Gurjan O. M. (Гурьян О.) Im grünen Gräserwald (= На травке-муравке). — M. : Zentral-Völker-Verlag, 1930. — [12] с. (нем.)
- Gurjan O. M. (Гурьян О.) Das Fest (= Праздник): Für jüngere Kinder / Aus dem russ. von D. Schellenberg; Abb. von Afanassjew[a]. — M.: Zentral-Völker-Verlag, [1930]. — 18 с. (нем.)
- Даренский И. А. Прогулка : [Стихи] : [Для дошк. возраста] / Рис. Е. Афанасьевой. — М.; Л.: Детгиз, 1953. — [16] с. — 100 000 экз.
- XX лет ВЛКСМ: читателям журнала «Дружные ребята». — М.: Молодая гвардия, 1938.
- Детям: сказки, стихи и рассказы писателей Союза советских социалистических республик: [Для дошк. возраста] / [Тит.л.: К.Шуринов и Е.Афанасьева]. — М.; Л.: Детиздат. — 1937. — Кн. 1. — 240 с. — 100 000 экз.
- Дмитриева Н. В. Дружба [: Повесть: Для ст. возраста] / Рис. Е.Афанасьевой. — М.; Л.: Детиздат, 1939. — 160 с. — 15 000 экз.
- Забила Н. Л. Про всех : [Стихи] : Для дошкол. возраста / Пер. с укр. Е.Благининой, А.Введенского; Илл. Е.Афанасьевой. — [М.] : Детиздат, 1939. — 24 ненум. с. — 50 000 экз.
- Забила Н. Л. Яблонька: Песенка-игра [Для дошк. возраста] / Пер. с укр. З.Александровой; [Илл.: Е.Афанасьева]. — М.; Л.: Детгиз, 1952. — [12] с. — 300 000 экз.
- Замчалов Г. Е. Талант: [Рассказ для детей средн. возраста] / Рис. Е.Афанасьевой. — М.; Л.: Огиз — Молодая гвардия, 1931. — 16 с. — 50 000 экз.
- Зимой : [Рассказы для детей младш. возраста] / Рис. Е.Афанасьевой. — М.: изд. и тип. «Крест. газета», 1930. — [12 с.] — (Б-ка «Дружных ребят») — 100 000 экз.
- Калабин С. В. Мы воюем : [Игра-самоделка] : [Для детей школ. возраста] / Худож.: Е.Афанасьева, И.Кулешов. — [М.] : [Полиграф. ф-ка Москворец. райпромтреста], [1944]. — 8 с.+22 л. ил.
- Калинина Н. Д. Митя и Миша : Рассказы о дет. саде / Рис. Е.Афанасьевой. — М.; Л.: Детгиз, 1949. — 48 с. — (Библиотечка детского сада). — 45 000 экз.
  -  — М.: Детгиз, 1959. — 31 с. — (Мои первые книжки). — 980 000 экз.
- Кардашова А. А. Как мы живем : [Стихи : Для дошк. возраста] / Рис. Е. Афанасьевой. — М.; Л.: Детгиз, 1950. — 26+6 с. — 60 000 экз.
- Квитко Л. М. История про коня и про меня : [Стихи : Для детей / Пер. Е. Благининой; Ил.: Е. А. Афанасьева. — Л.] : Типолит. № 4, [1948]. — [12] с. — 50 000 экз.
- Колычёв О. Я. Дети советов : [Стихи для детей младш. возраста] / Илл.: Е. Афанасьева и И. Кулешов. — [М.] : Огиз — Мол. гвардия, 1931. — [16] с. — 50 000 экз.
- Красная Армия: сборник рассказов, сказок, игр и стихов, посвященных Красной Армии : [Для дошк. возраста]. — М.; Л.: Детгиз, 1942. — 53+3 с. — (Б-чка детского сада).
- Круглый год: книга-календарь для детей на 1946 год (а также на 1947, 1948, 1952).
- Михалков С. В. Коньки: Комедия в стихах, в 3 д. и 5 карт.: [Для мл. и сред. возрастов] / Рис. Е.Афанасьевой. — М.; Л.: Детиздат, 1939. — 88 с. — 10 000 экз.
- Найденова Н. П. Дела много у меня : [Стихи : Для дошк. возраста / Ил.: Е. Афанасьева]. — М.; Л.: Детгиз, 1951. — 28 с. — 35 000 экз.
- Найденова Н. П. Цирк: [Стихи: Для детей мл. возраста] / Рис. Е.Афанасьевой и В.Трофимова. — М.: Росгизместпром, 1951. — 1л. слож. в 10 с.
- Наша книга: Сб. рассказов, стихов, сказок: Для колхоз. дет. садов и летних площадок. — М.; Л.: Детгиз, 1953. — 192 с. — 100 000 экз.
- Новый год: сборник сказок, рассказов, стихов и самоделок : [Для дошк. и мл. возраста]. — М.; Л.: Детгиз, 1943. — 144 с.
- Носов Н. Н. Карасик [: Рассказ] / Рис. Е.Афанасьевой. — М.: Детгиз, 1960. — 12 с. — (Б-чка дет. сада). — 450 000 экз.
  -  — М.: Детгиз, 1963. — 12 с. — (Школьная б-ка для нерусских школ). — 100 000 экз.
- Полякова С. В. Наша собачка Жукча : [Для мл. возраста / Рис. Е.Афанасьевой]. — М.: Детгиз, 1942. — 12 с. (переизд. 1943).
- Саконская Н. П. Светлое имя: Стихи: [Для сред. и старш. возраста / Илл.: Е.Афанасьева и И.Кузнецов]. — М.; Л.: Детгиз, 1949. — 32 с. — 20 000 экз.
- Саконская Н. П. Ягодка по ягодке: [Стихи: Для дошк. возраста] / Илл.: Е.Афанасьева. — М.]: Детгиз, 1949. — [20] с. — 50 000 экз.
  -  — М.; Л.: Детгиз, 1950. — [12] с. — 500 000 экз.
- Сказки народов Советского Союза / Рис. В.Звонарёвой, Е.Афанасьевой [и др.] — М.; Л.: Детгиз, 1942. — 128 с.
- Скребицкий Г. А. В тревожные дни: Рассказ об МПВО / Рис. Е.Афанасьевой. — М.; Л.: Детгиз, 1942. — 64 с.
- Стихи: Сборник стихов молодых авторов: Для младш. возраста / под ред. А.Барто; рис. Е.Афанасьевой, А.Боровской, Л.Елисеевниной. — М.; Л.: Детиздат, 1938. — 48 с. — 25 300 экз.
- Счастливое детство: Сб. рассказов и стихов: Для средн. и старш. возраста. — М.; Л.: Детиздат, 1938. — (К XX-летию ВЛКСМ). — 144 с. — 75 300 экз.
- Устинович Н. С. Лесная жизнь : [Рассказы для детей / Ил.: Е. Афанасьева и В. Трофимов]. — Ставрополь : Ставроп. правда, 1947. — 32 с. — 25 422 экз.
- Устинович Н. С. Лесная жизнь; [Весна: Рассказы: Для мл. возраста] / Рис. Е. Афанасьевой и В. Трофимова. — М.; Л.: Детгиз, 1947. — 47 с. — 30 000 экз.
- Худак С. М., Позднякова Е. Е. У станка : Рабочая книга по грамоте для гор. школы / Илл.: Е.Афанасьева и др. — [М.] : Гос. учеб.-пед. изд-во, 1931. — 36 с. — 400 000 экз.
- Чалова О. Кто что может? [Животные и человек: Картины с текстом / Рис. Е.Афанасьевой]. — [М.]: изд. и тип. изд-ва «Крест. газ.», 1932. — [12] с. — (Б-ка «Дружных ребят») — 100 000 экз.
- Эйгес Н. Р. Воспитание ребёнка раннего возраста / [Илл.: Е. А. Афанасьева и А. К. Боровская]. — М.: Центр. ин-т сан. просвещения Наркомздрава СССР Моск. обл. станция сан. просвещения, 1943. — 24 нен. с. — 3000 экз.
  - Ejges M. [!] R. (Эйгес Н. Р.) Výchova dieťaťa v útlom veku / Prel. Mariana Prídavková ; Il. E. A. Afanasjevovej a A. K. Borovskej. — Bratislava : Štátne nakl., 1952. — 24 с.

### Выставки
- 1939 — Выставки акварели (Лондон, Брюссель)[4]
- 1943 — «Московские художники в дни войны» (ГМИИ им. А. С. Пушкина)[4]

персональные
- 1958—1961 — «Портрет актёра» (театр Ленком, Москва)[4]
- 1967 — «Артисты театров в ролях» (Центральный детский театр)[4]
- 1983 — Театр им. Маяковского (Москва)[13]
- 1991 — Москва[14]

## Отзывы
Её искусство — это летопись человеческой жизни в жанре портретного рисунка. Симпатия, душевная близость, любовь к людям пронизывает все творчество Е. Афанасьевой.

## Память
- Персональная музейная коллекция Е. А. Афанасьевой создана в Приморском государственном объединённом музее им. В. К. Арсеньева[4].
- С 8 по 24 февраля 2013 года в Дальневосточном художественном музее (Хабаровск) состоялась выставка произведений Е. А. Афанасьевой «Портрет эпохи» (проект Приморского государственного музея имени В. К. Арсеньева)[7][15].